# Guillaume Barberon
Pour les articles homonymes, voir Barberon.
Guillaume Barberon est un musicien et compositeur mineur du début du XVIIe siècle, actif à Paris.

## Biographie
Il n’est identifié qu’entre 1622 et 1630 : en 1622 il signe une donation mutuelle avec son épouse Marie Boittel ; il est alors maître de la musique de la maison de Monseigneur le duc de Guise. Le 8 décembre 1630, il est témoin au mariage de Pierre Bourgeois, maître joueur d’instruments, demeurant rue Beaubourg, avec Marine Barat. Il est dit alors maître de la musique du duc d’Épernon.

## Œuvres

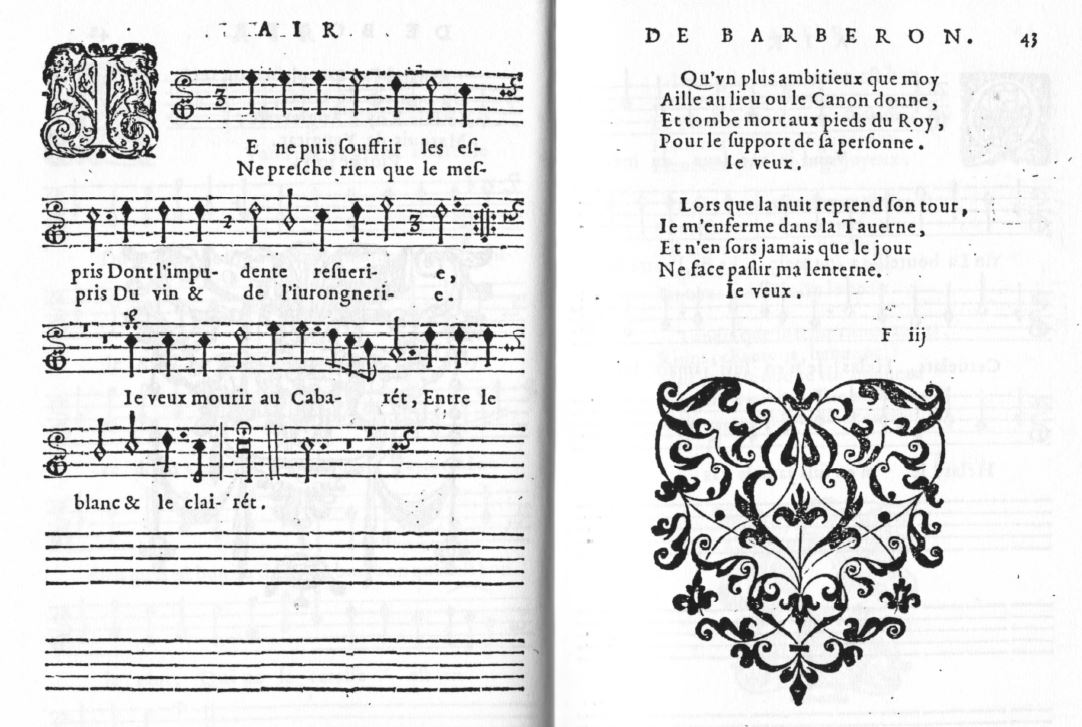
L'air Je ne puis souffrir les espris... de 1626.

On n’a qu’une pièce de sa composition : l’air à boire Je ne puis souffrir les espris... dans le VIIe Livre d’airs de cour, et de différents auteurs (Paris : Pierre I Ballard, 1626. RISM 162611, Guillo 2003 n° 1626-B). Le volume est réédité en 1628 (RISM 16288, Guillo 2003 n° 1628-B) mais cette fois-ci l'air est anonyme.